# Distretto di Yanshan
Il distretto di Yanshan (雁山区S, Yànshān QūP) è un distretto della Cina, situato nella regione autonoma di Guangxi e amministrato dalla prefettura di Guilin.